# Empis omissa
Empis omissa är en tvåvingeart som beskrevs av Collin 1933. Empis omissa ingår i släktet Empis och familjen dansflugor. Inga underarter finns listade i Catalogue of Life.